# أولغا سوزا
أولغا سوزا (بالبرتغالية: Olga Maria de Souza‏) هي مغنية برازيلية، ولدت في 16 يوليو 1968 في ريو دي جانيرو في البرازيل.

## وصلات خارجية
- الموقع الرسمي
- أولغا سوزا على موقع IMDb (الإنجليزية)
- أولغا سوزا على موقع ميوزك برينز (الإنجليزية)
- أولغا سوزا على موقع ديسكوغز (الإنجليزية)